# Lobogonia formosana
Lobogonia formosana är en fjärilsart som beskrevs av Max Joseph Bastelberger 1909. Lobogonia formosana ingår i släktet Lobogonia och familjen mätare. Inga underarter finns listade i Catalogue of Life.